# Musikåret 2004

## Händelser
- 15 januari – Anders Franzén blir ny chef och VD för Stockholmsoperan.[1]
- 6-8 februari – Kraftwerk uppträder tre kvällar i rad på Cirkus, Stockholm.[2]
- 13–14 februari – Jönköping är så kallad "Popstad" i dagarna två.[3]
- 20 mars – Låten Det gör ont framförd av Lena Philipssons vinner Melodifestivalen.[4]
- 11 maj – Britney Spears uppträder på Globen, Stockholm.[5]
- 15 maj – Låten Wild Dances framförd av Ruslana vinner Eurovision Song Contest i Istanbul för Ukraina[6]
- 30 maj – Metallica uppträder på Ullevi, Göteborg.[7]
- 4 juni – Yes uppträder på Globen, Stockholm.[8]
- 12 juni – Paul McCartney uppträder på Ullevi, Göteborg.[9]
- 15 juni – Cher uppträder på Globen, Stockholm.[10]
- 19 juni – Alice Cooper uppträder på Bananpiren, Göteborg.
- 21 juni – Allsång på Liseberg med Lotta Engberg har premiär.[11]
- 1 juli – Avril Lavigne uppträder på NK, Stockholm.
- 3 juli – Vikingarna har avskedskonsert i Arvika, där både Stefan Borsch och Christer Sjögren medverkar.[12]
- 17 juli – Kraftwerk uppträder på Arvikafestivalen.[13]
- 25 juli – Simon and Garfunkel uppträder på Globen, Stockholm.[14]
- 7 augusti – Gyllene Tider uppträder på Ullevi, Göteborg.[15]
- 7 augusti – Brian Wilson uppträder på Cirkus, Stockholm.[16]
- 3 september – Scorpions uppträder på Annexet, Stockholm.[17]
- 18 september – Whitesnake uppträder på Globen, Stockholm.
- 23 september – Sarah Brightman uppträder på Globen, Stockholm.[18]
- 2 oktober – På frimärkets dag utger Posten i Sverige frimärksserien Rock 54-04 med artisterna Ulf Lundell, Jerry Williams, Eva Dahlgren, Louise Hoffsten, Sahara Hotnights, Tomas Ledin, Pugh Rogefeldt och Elvis Presley.[19]
- 13 oktober – Slayer och Slipknot uppträder på Scandinavium, Göteborg.[20]
- 14 oktober – Slayer och Slipknot uppträder på Hovet, Stockholm.[21]
- 16 oktober – Anastacia uppträder på Scandinavium, Göteborg.
- 18 oktober – Anastacia uppträder på Globen, Stockholm.[22]
- 21 oktober – Europe uppträder på Hovet, Stockholm.
- 29 oktober – Sting uppträder på Globen, Stockholm.
- 30 oktober – Robbie Williams nya album Intensive Care slår nytt rekord då det toppar brittiska albumlistan, då brittiska artister toppat listan i 25 raka veckor. Det tidigare rekordet på 24 veckor noterades i mars 1990[23].
- 30 oktober – Sting uppträder på Scandinavium, Göteborg.
- 18 november – Rammstein uppträder på Globen, Stockholm.[24]
- 19 november – Diana Krall uppträder på Lisebergshallen, Göteborg.
- 20 november – Diana Krall uppträder på Hovet, Stockholm.[25]

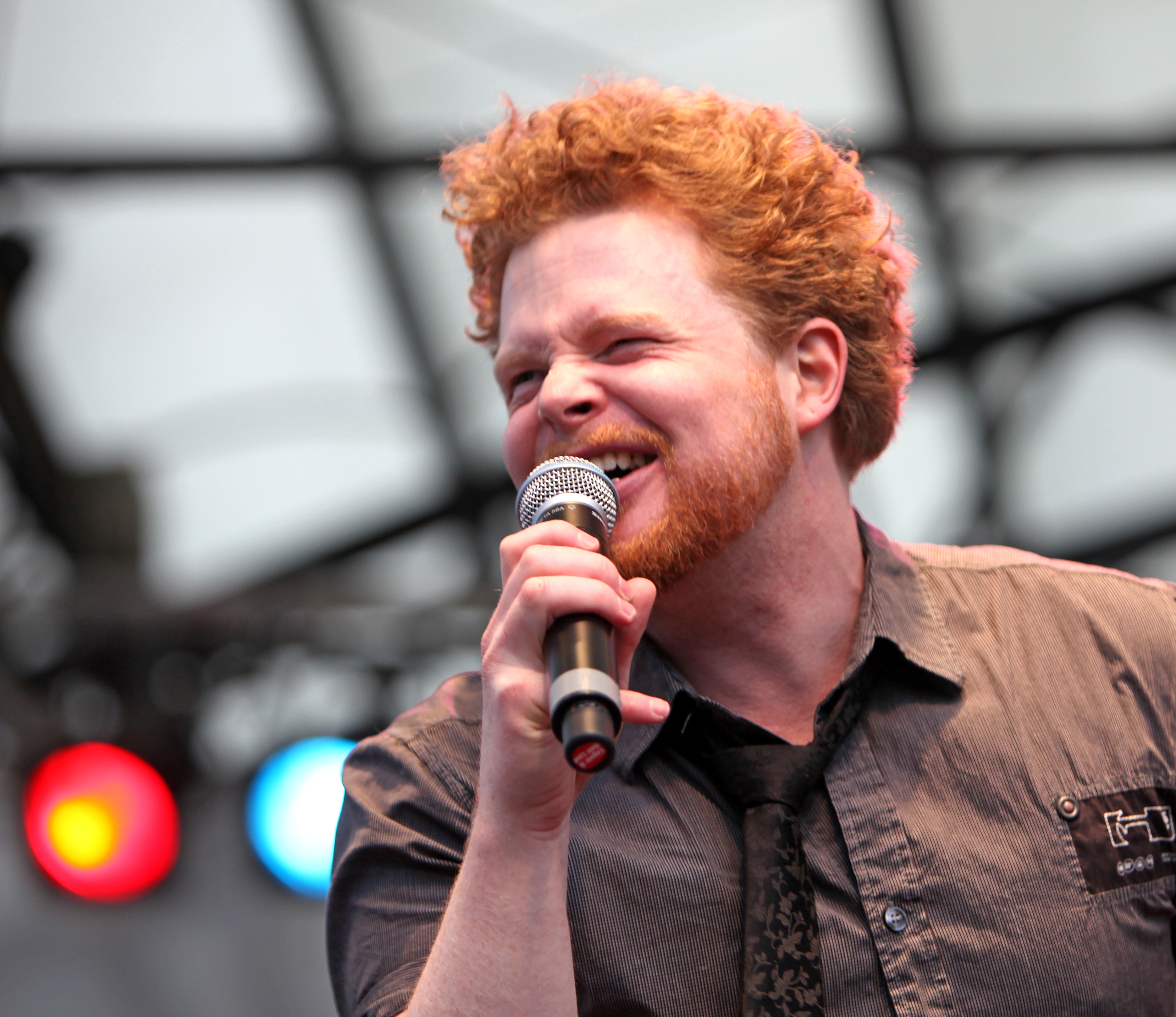
Daniel Lindström

- 26 november – Daniel Lindström vinner Idol.[26]

## Priser och utmärkelser
- 24 januari: P3 Guld[27]
- 29 januari: Manifestgalan[28]
- 29 januari: Litteris et Artibus – Bengt Emil Johnson, Catarina Ligendza, Christian Lindberg, Hillevi Martinpelto, Katarina Dalayman, Nils-Erik Sparf[29]
- 10 februari: Grammisgalan[30]
- 14 februari: Jazz i Sverige – Fredrik Ljungkvist
- 18 februari: Ted Gärdestadstipendiet – Emma Ejwertz, Malin Kantorp, Magnus Carlsson och Josefine Lindstrand[31]
- 10 mars: Jussi Björlingstipendiet – Klas Hedlund
- 19 mars: Musikexportpriset – Anne Sofie von Otter
- 28 mars: Alice Babs Jazzstipendium – Karin Hammar[32]
- 1 april: Lars Gullin-priset – Bernt Rosengren[33]
- 2 april: Svenska Dagbladets operapris – Nina Stemme[34]
- 3 april: Jazzkatten
- 11 april: Årets kör – Rilkeensemblen
- 25 april: Alice Tegnér-musikpriset – Kerstin Andeby[35]
- 28 april: Rosenbergpriset – Pär Lindgren
- 5 maj: Svenska Dirigentpriset – David Björkman[36]
- 16 maj: Tigertassen – Lasse Berghagen[37]
- 16 maj: Ulla Billquist-stipendiet – Pernilla Wahlgren[37]
- 24 maj: Polarpriset – B.B. King och György Ligeti[38]
- 29 maj: Årets barn- och ungdomskörledare – Jan Åke Hillerud
- 7 juni: Nordiska rådets musikpris – Haukur Tómasson[39]
- 6 juli: Jan Johansson-stipendiet – Jan Allan[40]
- 8 juli: Fred Åkerström-stipendiet – Christina Kjellsson[41]
- 8 augusti: Cornelis Vreeswijk-stipendiet – Owe Thörnqvist[42]
- 27 september: Platinagitarren – Per Gessle
- 4 oktober: Årets körledare – Kella Næslund[43]
- 1 november: Hugo Alfvénpriset – Margareta Hallin
- 4 november: Jenny Lind-stipendiet – Marianne Fjeld Olsen[44]
- 5 november: Norrbymedaljen – Jan Yngwe
- 15 november: Albin Hagströms Minnespris – Olav Wernersen[45]
- 18 november: Gevalias musikpris – Andreas Öberg
- 27 november: Kungliga Musikaliska Akademiens Jazzpris – Bobo Stenson
- 29 november: Stora Christ Johnson-priset – Miklós Maros
- 29 november: Mindre Christ Johnson-priset – Jesper Nordin
- 1 december: Medaljen för tonkonstens främjande – Solwig Grippe, Leo Berlin och Ingvar Wixell[46]
- 13 december: Atterbergpriset – Lars-Gunnar Bodin[47]
- 17 december: Spelmannen – Paula af Malmborg Ward[48]

## Årets album
I listan är soloartister sorterade enligt efternamn, och musikgrupper efter bandnamnet utan engelska "The" och "A".

### A–G
- Ale Möller Band – Bodjal[49]
- Amon Amarth – Fate of Norns
- Elisabeth Andreassen – A Couple of Days in Larsville[50]
- Animal Collective – Sung Tongs[51]
- Arcade Fire – Funeral[52]
- The Ark – State of the Ark[53]
- Bad Religion – The Empire Strikes First[54]
- Anita Baker – My Everything[55]
- Devendra Banhart – Rejoicing In The Hands[56]
- Bazar Blå – Nysch
- Marit Bergman – Baby Dry Your Eye[57]
- Anita Bitri – Çdo gjë është e mundur
- Björk – Medúlla[58]
- Andrea Bocelli – Andrea
- Ulrika Bodén – Rätt nu är det på tiden
- Borknagar – Epic
- Captain Murphy – Captain Murphy[59]
- Carnal Grief – Out of crippled seeds
- The Carnation – Gothenburg Rifle Association[60]
- Nick Cave – Abattoir Blues/The Lyre of Orpheus[61]
- Chevelle – This Type of Thinking Could Do Us In
- Shirley Clamp – Den långsamma blomman[62]
- Leonard Cohen – Dear Heather[63]
- The Coral – Nightfreak and the Sons of Becker[64]
- The Cure – The Cure[65]
- Cradle of Filth – Nymphetamine[66]
- Cypress Hill – Till Death Do Us Apart[67]
- Christos Dantis – Maya Maya
- Darkthrone – Sardonic Wrath
- Deicide – Scars of The Crucifix[68]
- Deportees – All Prayed Up[69]
- The Descendents – Cool to Be You[70]
- The Donnas – The Gold Medal[71]
- Hilary Duff – Hilary Duff
- Dungen – Ta det lugnt[72]
- Duran Duran – Astronaut[73]
- Eamon – I Don't Want You Back[74]
- Lisa Ekdahl – Olyckssyster[75]
- Eminem – Encore[76]
- E-Type – Loud Pipes Save Lives[77]
- Fantômas – Delìrium Còrdia[78]
- Fatboy Slim – Palookaville[79]
- Flying Butchers – Songs from the Slaughterhouse
- Franz Ferdinand – Franz Ferdinand[80]
- John Fogerty – Deja vu all over again[81]
- Front Line Assembly – Civilization
- Agnetha Fältskog – My Colouring Book[82]
- Galadriel – World Under World
- Girls Aloud – What Will the Neighbours Say?[83]
- José González – Veneer[84]
- Good Charlotte – The Chronicles of Life and Death[85]
- Cee-Lo Green – Cee-Lo Green... is the soul machine[86]
- Green Day – American Idiot[87]
- Gudibrallan – Visor från Sovjetunionen
- Gyllene Tider – Finn 5 fel![88]

### H–R
- The Haunted – Revolver[89]
- The Hives – Tyrannosaurus Hives[90]
- Louise Hoffsten – Knäckebröd Blues[91]
- Hoobastank – The Reason
- Iced Earth – The Glorious Burden[92]
- Incubus – A Crow Left of the Murder
- Indica – Ikuinen virta
- In Flames – Soundtrack to Your Escape[93]
- Infinite Mass – 1991[94]
- Interpol – Antics[95]
- Jakalope – It dreams
- Janet Jackson – Damita Jo[96]
- Anders Johansson – When I Become Me
- Norah Jones – Feels Like Home[97]
- The Killers – Hot Fuss[98]
- KMFDM – 84-86
- Larz-Kristerz – Stuffparty 2
- Le Tigre – This Island[99]
- Jens Lekman – When I Said I Wanted To Be Your Dog[100]
- Liars – They Were Wrong, So We Drowned[101]
- The Libertines – The Libertines[102]
- Daniel Lindström – Daniel Lindström[103]
- Linkin Park & Jay-Z – Collision Course[104]
- Courtney Love – America's Sweetheart[105]
- Mando Diao – Hurricane Bar[106]
- Manic Street Preachers – Lifeblood[107]
- Matisyahu – Shake Off The Dust...Arise
- Megadeth – The System Has Failed[108]
- Melody Club – Face the Music[109]
- Maria Mena – Mellow
- Mastodon – Leviathan[110]
- Ministry – The Houses of the Molé[111]
- The Mo – Night At The Zoo[112]
- Modest Mouse – Good News For People Who Love Bad News[113]
- Moonlight Agony – Echoes of a Nightmare
- Morrissey – You Are the Quarry[114]
- Motörhead – Inferno[115]
- My Chemical Romance – Three Cheers For Sweet Revenge
- Mylo – Destroy Rock & Roll[116]
- N.E.R.D – Fly or Die[117]
- New Found Glory – Catalyst
- Niccokick – Awake From The Dead, My Dear Best Friend[118]
- Nightwish – Once[119]
- Noice – 2004[120]
- Stina Nordenstam – The World Is Saved[121]
- Of Montreal – Satanic Panic in the Attic[122]
- Ozomatli – Street Signs[123]
- Laura Pausini – Resta in ascolto
- Lena Philipsson – Det gör ont en stund på natten men inget på dan[124]
- Helena Paparizou – Protereotita
- Phantom Planet – Phantom Planet
- Phoenix – Alphabetical[125]
- The Presidents of the United States of America – Love Everybody[126]
- Prince – Musicology[127]
- Rammstein – Reise, Reise[128]
- Nina Ramsby & Martin Hederos – Visorna[129]
- Raymond & Maria – Vi ska bara leva klart[130]

### S–Ö
- Sahara Hotnights – Kiss & Tell
- Scissor Sisters – Scissor Sisters[131]
- September – September
- Kenny Wayne Shepherd – The Place You're In
- Silverbullit – Arclight[132]
- Simple Plan – Still Not Getting Any
- Skinny Puppy – The Greater Wrong of the Right[133]
- Slagsmålsklubben – Sagan om konungens årsinkomst
- Slipknot – Vol. 3 (The Subliminal Verses)[134]
- Snook – Vi vet inte vart vi ska men vi ska komma dit[135]
- Social Distortion – Sex, Love and Rock 'n' Roll[136]
- The Solution – Communicate[137]
- The Soundtrack of Our Lives – Origin Vol. 1[138]
- Martin Stenmarck – Think of Me
- The Streets – A Grand Don't Come For Free[139]
- Sum 41 – Chuck
- Taking Back Sunday – Where You Want to Be
- Tears for Fears – Everybody Loves a Happy Ending
- Teddybears – Fresh[140]
- Tegan and Sara – So Jealous[141]
- Anna Ternheim – Somebody Outside[142]
- Viktoria Tolstoy – Shining on You[143]
- Triantafillos – Kalitera
- Rebecka Törnqvist – Travel Like in Songs[144]
- TV on the Radio – Desperate Youths, Blood Thirsty Babes[145]
- U2 – How to Dismantle an Atomic Bomb[146]
- Magnus Uggla – Den tatuerade generationen[147]
- Ulvens Döttrar – Värm ditt blod
- Usher – Confessions[148]
- Velvet Revolver – Contraband[149]
- Despina Vandi – Stin Avli Tou Paradisou
- Viba Femba – Om du vill ha sällskap[150]
- Rufus Wainwright – Want Two[151]
- Tom Waits – Real Gone[152]
- Kanye West – The College Dropout[153]
- Brian Wilson – Gettin' over My Head[154]
- Brian Wilson – Smile[155]
- Gretchen Wilson – Here for the Party
- Lars Winnerbäck – Vatten under broarna[156]
- The Zutons – Who Killed... The Zutons?[157]

## Årets singlar och hitlåtar
I listan är soloartister sorterade enligt efternamn, och musikgrupper efter bandnamnet utan engelska "The" och "A".
- Alcazar – This Is the World We Live In
- Elisabeth Andreassen – Soon You'll Fly
- The Ark – One Of Us Is Gonna Die Young
- Audioslave – What You Are
- Backstreet Boys – Poster Girl
- Johan Becker – Let me love you
- Benny Anderssons orkester med Helen Sjöholm – Du är min man
- Beyoncé – Naughty Girl
- Blink-182 – Feeling This, I Miss You, Down
- Broder Daniel – Shoreline
- Mariah Carey – Say Something
- The Carnation – New Sensation
- Chevelle – Vitamin R
- Coheed and Cambria – A Favor House Atlantic
- Cypress Hill – What's Your Number?
- Dashboard Confessional – Vindicated
- Hilary Duff – Come Clean, Fly
- Duran Duran – (Reach Up for The) Sunrise
- Eamon Doyle – Fuck It (I Don't Want You Back)
- Erasure – Breathe
- E-Type – Paradise
- E-Type – Olympia
- Franz Ferdinand – Take Me Out
- Franz Ferdinand – The Dark of the Matinée
- Franz Ferdinand – Michael
- Franz Ferdinand – This Fire
- Agnetha Fältskog – If I Thought You'd Ever Change Your Mind
- Gyllene Tider – Tuffa tider, En sten vid en sjö i en skog[158]
- Günther & The Sunshine Girls – Ding Dong Song
- Günther & The Sunshine Girls – Teeny Weeny String Bikini
- Haiducii – Dragostea din tei
- Hanson, Carson och Malmkvist – C'est la vie
- Hardcore Superstar – Honey Tongue
- The Hives – Walk Idiot Walk
- Hoobastank – Out of Control, The Reason, Same Direction
- Billy Idol – Scream
- Janet Jackson – Just a Little While, All Nite (Don't Stop)
- Daniel Lindström – Coming True
- Linkin Park – Lying From You, Breaking the Habit
- Markoolio – In med bollen
- Melody Club – Take Me Away
- Melody Club – Baby (Stand Up)
- Ministry – No "W"
- Morrissey – Irish Blood, English heart
- Morrissey – First of the Gang to Die
- Morrissey – I Have Forgiven Jesus
- Muse – Hysteria (I Want It Now), Time is Running Out
- Nic & the Family – Hej hej Monika
- O-Zone – Dragostea din tei
- The Offspring – Hit That, (Can't Get My) Head Around You
- Ol' Dirty Bastard – Pop Shots
- Piero & The Musicstars – Celebrate!
- Peaches – Daddy Cool
- Pet Shop Boys – Flamboyant
- Lena Philipsson – Det gör ont
- The Rasmus – Funeral Song
- The Rasmus – Guilty
- Raymond & Maria – Ingen vill veta var du köpt din tröja
- Switchfoot – Dare You to Move
- 311 – Love Song, First Straw
- Timbuktu – Alla vill till himmelen men ingen vill dö
- Tåve Wanning – Monster
- U2 – Vertigo
- Usher – Yeah!, Burn, Confessions (Part II)
- The Wallstones – Good Old Stonecake
- Velvet Revolver – Fall to Pieces
- Kanye West – Jesus Walks
- Kanye West – Through the Wire
- Westlife – Obvious
- Yellowcard – Ocean Avenue, Only One

## Årets videoalbum
I listan är soloartister sorterade enligt efternamn, och musikgrupper efter bandnamnet utan engelska "The" och "A".
- Gyllene Tider – Parkliv![159]
- Gyllene Tider – Återtåget[159]

## Sverigetopplistan2004
| Datum                  | Låttitel                                                     | Artist/grupp                 | Bakgrund               |
| ---------------------- | ------------------------------------------------------------ | ---------------------------- | ---------------------- |
| 2 januari 2004 (1v)    | Hey Ya!                                                      | Outkast                      | USA                    |
| 9 januari 2004 (1v)    | Starkare                                                     | Sara Löfgren                 | Sverige                |
| 16 januari 2004 (3v)   | Shut Up                                                      | The Black Eyed Peas          | USA                    |
| 6 februari 2004 (1v)   | Behind Blue Eyes                                             | Limp Bizkit                  | USA                    |
| 13 februari 2004 (1v)  | Kom hem hel igen                                             | Sandra Dahlberg              | Sverige                |
| 20 februari 2004 (3v)  | Ding Dong Song                                               | Günther & The Sunshine Girls | Sverige                |
| 12 mars 2004 (2v)      | Fuck It (I Don't Want You Back)                              | Eamon                        | USA                    |
| 26 mars 2004 (7v)      | Det gör ont                                                  | Lena Philipsson              | Sverige                |
| 14 maj 2004 (1v)       | Teeny Weeny String Bikini                                    | Günther & The Sunshine Girls | Sverige                |
| 21 maj 2004 (1v)       | In med bollen                                                | Markoolio                    | Sverige                |
| 28 maj 2004 (3v)       | Tuffa tider (för en drömmare) / En sten vid en sjö i en skog | Gyllene Tider                | Sverige                |
| 18 juni 2004 (3v)      | Hej hej Monika                                               | Nic & The Family             | Sverige                |
| 9 juli 2004 (1v)       | Ingen vill veta var du köpt din tröja                        | Raymond & Maria              | Sverige                |
| 16 juli 2004 (1v)      | Hej hej Monika                                               | Nic & The Family             | Sverige                |
| 23 juli 2004 (4v)      | Ingen vill veta var du köpt din tröja                        | Raymond & Maria              | Sverige                |
| 20 augusti 2004 (5v)   | Dragostea din tei                                            | Haiducii                     | Rumänien och Moldavien |
| 24 september 2004 (1v) | Elegi                                                        | Lars Winnerbäck              | Sverige                |
| 1 oktober 2004 (1v)    | Boro Boro                                                    | Arash                        | Sverige ( Iran)        |
| 8 oktober 2004 (1v)    | Bigtime                                                      | The Soundtrack Of Our Lives  | Sverige                |
| 15 oktober 2004 (1v)   | Boro Boro                                                    | Arash                        | Sverige ( Iran)        |
| 22 oktober 2004 (3v)   | I Won't Cry                                                  | Elin Lanto                   | Sverige                |
| 11 november 2004 (1v)  | Call on Me                                                   | Eric Prydz                   | Sverige                |
| 18 november 2004 (1v)  | I Won't Cry                                                  | Elin Lanto                   | Sverige                |
| 25 november 2004 (1v)  | Touch Me                                                     | Günther feat. Samantha Fox   | Sverige                |
| 2 december 2004 (1v)   | Call on Me                                                   | Eric Prydz                   | Sverige                |
| 9 december 2004 (7v)   | Coming True                                                  | Daniel Lindström             | Sverige                |

## Jazz
- Karl-Martin Almqvist – Full Circle[160]
- Jamie Cullum – Twenty Something
- Fourplay – Journey
- Jan Garbarek – In Praise of Dreams
- Johanna Grüssner – No More Blues[161]
- Rigmor Gustafsson – Close to You[162]
- Ann-Kristin Hedmark – Kom tillbaka innan du går[163]
- The Idea of North – Evidence
- Keith Jarrett – The Out-of-Towners
- Anders Jormin – In Winds, in Light
- Diana Krall – The Girl in the Other Room[164]
- Kullrusk – Kullrusk
- Lill Lindfors och Jacques Werup – Gör mig lite levande[165]
- Al McKibbon – Black Orchid
- Brad Mehldau – Anything Goes[166]
- Mike Nock – Duologue
- Madeleine Peyroux – Careless Love
- Ben Sidran – Nick's Bump
- Tomasz Stańko – Suspended Night
- Bobo Stenson & Lennart Åberg – Bobo Stenson/Lennart Åberg
- Anders Widmark – Hymn[167]

## Klassisk musik
- Michel van der Aa – Second self
- Louis Andriessen – Racconto dall'Inferno
- Cornelis de Bondt – Madame Daufine
- Elliott Carter – Réflexions
- George Crumb – Winds of Destiny f

## Födda
- 10 januari – Kaitlyn Maher, amerikansk sångare och skådespelare.
- 23 juni – Mana Ashida, japansk skådespelare, tarento och sångare.

## Avlidna

### Januari
- 17 januari – Czesław Niemen, 64, polsk sångare.
- 17 januari – Tom Rowe, 53, amerikansk musiker i Schooner Fare.
- 22 januari – Ann Miller, 80, amerikansk skådespelerska, sångerska och dansare.
- 25 januari – Karin Ygberg, 97, svensk operasångerska.
- 30 januari – Julius Dixson, 90, amerikansk låtskrivare och skivbolagsdirektör.[168]

### Februari
- 2 februari – Siri Olson, 90, svensk skådespelare, sångare och dansare.
- 3 februari – Cornelius Bumpus, 58, amerikansk saxofonist i Steely Dan och The Doobie Brothers.[169]
- 16 februari – Doris Troy, 67, amerikansk soulsångare.[170]
- 17 februari – Ola Backström, 51, svensk musiker och konstnär.[171]
- 23 februari – Alvino Rey, 95, amerikansk gitarrist.[172]

### Mars
- 2 mars – Berndt Egerbladh, 71, svensk programledare och pianist.[173]
- 4 mars – John McGeoch, skotsk gitarrist i Magazine och Siouxsie and The Banshees.[174]
- 9 mars – Rust Epique, 36, amerikansk gitarrist i Crazy Town.[175]
- 10 mars – Olle Adolphson, 69, svensk kompositör och trubadur.[176]
- 14 mars – Jan Carlstedt, 77, svensk tonsättare.[177]
- 26 mars – Jan Berry, 62, amerikansk sångare i Jan and Dean.[178]
- 29 mars – Gunnar Johnson, 79, svensk jazzbasist.

### April
- 1 april – Paul Atkinson, 58, brittisk gitarrist i The Zombies.[179]
- 4 april – Nikita Bogoslovskij, 90, rysk kompositör.
- 6 april – Niki Sullivan, 66, amerikansk gitarrist i The Crickets.[180]

### Maj
- 5 maj – Coxsone Dodd, 72, jamaicansk musikproducent.[181]
- 6 maj – Barney Kessel, 80, amerikansk jazzgitarrist.[182]
- 9 maj – Brenda Fassie, 39, sydafrikansk sångare.[183]
- 11 maj – John Whitehead, 55, amerikansk låtskrivare och sångare i McFadden & Whitehead.[184]
- 18 maj – Elvin Jones, 76, amerikansk jazztrumslagare.[185]
- 31 maj – Robert Quine, 61, amerikansk gitarrist.[186]

### Juni
- 7 juni – Quorthon, 38, svensk multi-instrumentalist och låtskrivare i Bathory.[187]
- 10 juni – Ray Charles, 73, amerikansk artist.[188]
- 26 juni – Eskil Hemberg, 66, svensk kompositör och tidigare operachef.[189]

### Juli
- 6 juli – Syreeta Wright, 57, amerikansk låtskrivare och sångerska.[190]
- 13 juli – Arthur Kane, 55, amerikansk basist i New York Dolls.[191]
- 13 juli – Carlos Kleiber, 74, österrikisk kompositör.[192]
- 21 juli – Jerry Goldsmith, 75, amerikansk filmmusikkompositör.[193]
- 22 juli – Illinois Jacquet, 81, amerikansk jazzsaxofonist.[194]
- 22 juli – Sacha Distel, 72, fransk skådespelare och sångare.[195]
- 27 juli – Uno Stjernqvist, 75, svensk operasångare.[196]

### Augusti
- 6 augusti – Rick James, 56, amerikansk artist.[197]
- 18 augusti – Elmer Bernstein, 82, amerikansk filmmusikkompositör.[198]
- 22 augusti – Al Dvorin, 81, amerikansk promoter och talangagent.[199]
- 26 augusti – Lasse Larsson, keyboardist i Streaplers.[200]
- 26 augusti – Laura Branigan, 52, amerikansk sångerska.[201]
- 31 augusti – Carl Wayne, 61, brittisk sångare i The Move.[202]

### September
- 2 september – Billy Davis, 72, amerikansk låtskrivare och skivproducent.
- 11 september – Fred Ebb, 71, amerikansk textförfattare, manusförfattare och kompositör.[203]
- 15 september – Johnny Ramone, 55, amerikansk gitarrist i Ramones.[204]
- 15 september – Gunilla Söderström, 61, svensk operasångerska.[205]
- 16 september – Izora Armstead, amerikansk sångerska i Weather Girls.[206]
- 19 september – Skeeter Davis, 72, amerikansk countrysångare.[207]
- 23 september – Roy Drusky, 74, amerikansk countryartist.[208]
- 29 september – Heinz Wallberg, 81, tysk dirigent.[209]

### Oktober
- 1 oktober – Bruce Palmer, 58, kanadensisk basist i Buffalo Springfield.[210]
- 14 oktober – Cordell Jackson, 81, amerikansk gitarrist och sångerska.
- 23 oktober – Robert Merrill, 87, amerikansk operasångare.
- 24 oktober – Håkan Ahlström, 43, svensk sångare, producent och låtskrivare.[211]
- 25 oktober – John Peel, 65, brittisk radioprofil och musikjournalist.[212]

### November
- 7 november – Howard Keel, 85, amerikansk musikalartist och skådespelare.[213]
- 12 november – Usko Meriläinen, 74, finländsk kompositör.[214]
- 13 november – Ol' Dirty Bastard, 35, amerikansk rappare  i Wu-Tang Clan.[215]
- 13 november – John Balance, 42, brittisk sångare i Coil.[216]
- 18 november – Cy Coleman, 75, amerikansk jazzpianist och musikalkompositör.[217]
- 19 november – Terry Melcher, 62, amerikansk kompositör, låtskrivare och producent - son till Doris Day.

### December
- 2 december – Kevin Coyne, 60, brittisk sångare, låtskrivare och kompositör.[218]
- 7 december – Jerry Scoggins, amerikansk countrysångare.
- 8 december – Dimebag Darrell, 38, amerikansk gitarrist i Pantera.[219]
- 19 december – Renata Tebaldi, 82, italiensk operasångerska.[220]
- 26 december – Mieszko Talarczyk, 30, svensk sångare i Nasum.[221]
- 27 december – Hank Garland, 74, amerikansk gitarrist.[222]
- 30 december – Artie Shaw, 94, amerikansk jazzklarinettist, kompositör och orkesterledare.[223]

### Fotnoter
1. ↑   När Var Hur 2005. DN
2. ↑  ”Kraftwerk”. Nöjesguiden. 6 februari 2004. https://ng.se/artiklar/kraftwerk. Läst 13 september 2023.
3. ↑  ”Svensk mediedatabas”. http://smdb.kb.se/catalog/search?q=Popstad+typ%3Aradio&sort=OLDEST. Läst 3 juli 2011.
4. ↑  ”Poplight – Melodifestivalen”. Arkiverad från originalet den 20 september 2011. https://web.archive.org/web/20110920192204/http://poplight.zitiz.se/melodifestivalen/2004. Läst 1 januari 2011.
5. ↑  ”En sexfantasi där allt tycks möjligt”. Aftonbladet. 12 maj 2004. https://www.aftonbladet.se/nojesbladet/a/0EQlqG/en-sexfantasi-dar-allt-tycks-mojligt. Läst 13 september 2023.
6. ↑  ”Poplight – Eurovision Song Contest”. Arkiverad från originalet den 25 januari 2010. https://web.archive.org/web/20100125132332/http://poplight.zitiz.se/eurovision-song-contest/2004. Läst 1 januari 2011.
7. ↑  ”Metallica bjöd på spelglädje och odödliga hits”. Svenska Dagbladet. 1 juni 2004. https://www.svd.se/a/41767c51-3b4f-3633-bb47-13f445b4947d/metallica-bjod-pa-spelgladje-varme-och-ododliga-hits. Läst 13 september 2023.
8. ↑  ”Underbara, uppblåsbara, Yes. Rockelefanterna firade 35-årsjubileum på Globen i Stockholm”. Dagens Nyheter. 6 juni 2004. https://www.dn.se/arkiv/kultur/underbara-uppblasbara-yes-rockelefanterna-firade-35-arsjubileum-pa-globen-i-stockholm/. Läst 13 september 2023.
9. ↑  ”Ullevi för stort för McCartney”. Aftonbladet. 13 juni 2004. https://www.aftonbladet.se/nojesbladet/musik/a/m6Qje4/ullevi-for-stort-for-mccartney. Läst 13 september 2023.
10. ↑  ”Chers stora avsked”. Aftonbladet. 14 juni 2004. https://www.aftonbladet.se/nojesbladet/musik/a/7l6AQo/chers-stora-avsked. Läst 13 september 2023.
11. ↑  ”Musikhuset”. 28 april 2004. http://www.musikhuset.se/senaste.nytt/senaste_nytt_04_2004_1.htm. Läst 6 maj 2011.
12. ↑  Fredrik Svedjetun (4 juli 2004). ”Tack för dansen, Christer” (på svenska). Nöjesbladet. https://www.aftonbladet.se/nojesbladet/musik/a/EoQMM5/tack-for-dansen-christer. Läst 13 september 2008.
13. ↑  ”Kraftwerk - kungarna i Arvika”. Norrköpings Tidning. 19 juli 2004. https://nt.se/bli-prenumerant/artikel/r3kd67oj/nt-bd-0kr-dp_week. Läst 13 september 2023.
14. ↑  ”Simon & Garfunkel fick tiden att stå stilla”. Svenska Dagbladet. 26 juli 2004. https://www.svd.se/a/f15ff669-30d8-3641-b190-8fb76a9e3ec8/simon-garfunkel-fick-tiden-att-sta-stilla. Läst 13 september 2023.
15. ↑  ”58 954 tokiga fans på Ullevi”. Expressen. 8 augusti 2004. https://www.expressen.se/noje/58-954-tokiga-fans-pa-ullevi/. Läst 13 september 2023.
16. ↑  ”Från rutin till det storslagna”. Dagens Nyheter. 9 augusti 2004. https://www.dn.se/arkiv/kultur/fran-rutin-till-det-storslagna/. Läst 13 september 2023.
17. ↑  ”Plågsamt tjatigt, Scorpions”. Aftonbladet. 3 september 2004. https://www.aftonbladet.se/nojesbladet/musik/a/L0lz4J/plagsamt-tjatigt-scorpions. Läst 13 september 2023.
18. ↑  ”Brightman ger oss en härligt högtravande show”. Svenska Dagbladet. 25 september 2004. https://www.svd.se/a/22cf2273-ffe5-3f21-8f23-48cc17e3d220/brightman-ger-oss-en-harligt-hogtravande-show. Läst 13 september 2023.
19. ↑   När Var Hur 2006. DN
20. ↑  ”Som att gå på ett thrash metal-museum”. Aftonbladet. 14 oktober 2004. https://www.aftonbladet.se/nojesbladet/musik/a/A2PA1M/som-att-ga-pa-ett-thrash-metal-museum. Läst 13 september 2023.
21. ↑  ”Så onda - och så rara”. Dagens Nyheter. 16 oktober 2004. https://www.dn.se/arkiv/kultur/sa-onda-och-sa-rara/. Läst 13 september 2023.
22. ↑  ”Anastacias vrål kan väcka människor i koma”. Dagens Nyheter. 19 oktober 2004. https://www.dn.se/kultur-noje/konsertrecensioner/anastacias-vral-kan-vacka-manniskor-i-koma/. Läst 13 september 2023.
23. ↑  IOL | Robbie Williams to set UK chart record Arkiverad 25 februari 2014 hämtat från the Wayback Machine.
24. ↑  ”Hårda tyskar smälter den svenska snön”. Aftonbladet. 19 november 2004. https://www.aftonbladet.se/nojesbladet/musik/a/oRn5qa/harda-tyskar-smalter-den-svenska-snon. Läst 13 september 2023.
25. ↑  ”En krallig utmaning för publiken”. Dagens Nyheter. 21 november 2004. https://www.dn.se/kultur-noje/konsertrecensioner/en-krallig-utmaning-for-publiken/. Läst 13 september 2023.
26. ↑  ”Daniel vann Idol 2004”. Aftonbladet. 26 november 2004. https://www.aftonbladet.se/nojesbladet/tv/a/MgoObJ/daniel-vann-idol-2004. Läst 13 september 2023.
27. ↑  ”Vinnarna av årets P3 Guld”. Zero Magazine. 24 januari 2004. https://zeromagazine.nu/2004/01/24/vinnarna-av-rets-p3-guld/. Läst 9 september 2023.
28. ↑  ”Wahlbeck hördes mest på Manifestgalan”. Svenska Dagbladet. 31 januari 2004. https://www.svd.se/a/cdd92967-187d-368d-81cd-de96efcda77f/wahlbeck-hordes-mest-pa-manifestgalan. Läst 9 september 2023.
29. ↑  ”Bengt Emil Johnson får medalj av kungen”. Sveriges Radio. 29 januari 2004. https://sverigesradio.se/artikel/359912. Läst 11 september 2023.
30. ↑  Information i Svensk mediedatabas.
31. ↑  ”Personnytt: Ted Gärdestadstipendiet”. Dagens Nyheter. 18 februari 2004. https://www.dn.se/arkiv/familj/personnytt-ted-gardestadstipendiet/. Läst 11 september 2023.
32. ↑  ”Karin Hammar får första Alice Babs stipendiet”. Svenska Dagbladet. 24 mars 2004. https://www.svd.se/a/a9e3ab2b-7a53-370d-8565-890929c3d2b2/karin-hammar-far-forsta-alice-babs-stipendiet. Läst 9 september 2023.
33. ↑  ”Känd saxofonist får Gullinpriset”. Sveriges Radio. 1 april 2004. https://sverigesradio.se/artikel/393274. Läst 11 september 2023.
34. ↑  ”Stemmes stämma får hemmapubliken att vråla”. Svenska Dagbladet. 3 april 2004. https://www.svd.se/a/6457b828-30a0-3d59-8065-d4354d73cb5e/stemmes-stamma-far-hemmapubliken-att-vrala. Läst 11 september 2023.
35. ↑  ”Dags för Alice Tegnérdagar”. Sydöstran. 22 april 2004. https://www.sydostran.se/karlshamn/dags-for-alice-tegnerdagar/. Läst 9 september 2023.
36. ↑  ”Musik: David Björkman vann svenska dirigentpriset”. Dagens Nyheter. 7 maj 2004. https://www.dn.se/nyheter/musik-david-bjorkman-vann-svenska-dirigentpriset/. Läst 11 september 2023.
37. 1 2  ”Wahlgren och Berghagen prisades av folkparkerna”. Dagens Nyheter. 16 maj 2004. https://www.dn.se/kultur-noje/wahlgren-och-berghagen-prisades-av-folkparkerna/. Läst 11 september 2023.
38. ↑  ”King och Ligeti får polarpriset”. Sydsvenskan. 15 oktober 2003. https://www.sydsvenskan.se/2003-10-15/king-och-ligeti-far-polarpriset. Läst 9 september 2023.
39. ↑  ”Nordiska Rådets musikpris till isländsk kompositör”. Sveriges Radio. 8 juni 2004. https://sverigesradio.se/artikel/426212. Läst 9 september 2023.
40. ↑  ”Dalatrumpetare prisad”. Sveriges Radio. 6 juli 2004. https://sverigesradio.se/artikel/440494. Läst 9 september 2023.
41. ↑  ”Åkerström-stipendium till Christina Kjellsson”. Expressen. 8 juli 2004. https://www.expressen.se/noje/musik/akerstrom-stipendium-till-christina-kjellsson/. Läst 9 september 2004.
42. ↑  ”Owe Thörnqvist får Cornelis-pris”. Svenska Dagbladet. 9 augusti 2004. https://www.svd.se/a/743166c8-9de8-30af-9c1d-8e85bcb95f45/owe-thornqvist-far-cornelis-pris. Läst 9 september 2023.
43. ↑  ”Årets körledare heter Kella Naeslund”. Sveriges Radio. 4 oktober 2004. https://sverigesradio.se/artikel/481675. Läst 11 september 2023.
44. ↑  ”2004 års Jenny Lind stipendiat”. Dagens Nyheter. 10 november 2003. https://www.dn.se/arkiv/familj/2004-ars-jenny-lind-stipendiat/. Läst 11 september 2023.
45. ↑  ”Kärstin Hagström-Heikkinens musikprisfond”. Dagens Nyheter. 15 november 2004. https://www.dn.se/arkiv/familj/karstin-hagstrom-heikkinens-musikprisfond/. Läst 9 september 2023.
46. ↑  ”Kungliga musikaliska akademiens utmärkelser”. Dagens Nyheter. 1 december 2004. https://www.dn.se/arkiv/familj/kungliga-musikaliska-akademiens-utmarkelser/. Läst 11 september 2023.
47. ↑  ”Lars-Gunnar Bodin får Atterbergspriset”. Sveriges Radio. 13 december 2004. https://sverigesradio.se/artikel/521073. Läst 9 september 2023.
48. ↑  ”Partiturmakaren”. Expressen. 7 januari 2005. https://www.expressen.se/kultur/partiturmakaren/. Läst 11 september 2023.
49. ↑  ”Ale Möller Band - Bodjal”. Svenska Dagbladet. 19 mars 2004. https://www.svd.se/a/e9be176e-72aa-3813-b504-45819bf62808/ale-moller-band-bodjal. Läst 6 september 2023.
50. ↑  Elisabeth Andreassen fansite – Skivhistorik
51. ↑  ”Animal Collective: Sung Tongs”. Expressen. 6 maj 2004. https://www.expressen.se/noje/recensioner/musik/animal-collective-sung-tongs/. Läst 6 september 2023.
52. ↑  ”Arcade Fire - Funeral”. Svenska Dagbladet. 18 februari 2005. https://www.svd.se/a/bd1eb4c8-9c4d-3617-9510-c44cb2376b6e/the-arcade-fire-funeral. Läst 6 september 2023.
53. ↑  ”The Ark”. Nöjesguiden. 1 februari 2004. https://ng.se/recensioner/musik/ark-1. Läst 6 september 2023.
54. ↑  ”The Empire Strikes First”. Pitchfork. 2 augusti 2004. https://pitchfork.com/reviews/albums/522-the-empire-strikes-first/. Läst 6 september 2023.
55. ↑  ”Anita Baker - My Everything”. Svenska Dagbladet. 1 oktober 2004. https://www.svd.se/a/c55b5bf4-defe-3442-8d6d-d7929560e7bb/anita-baker-my-everything. Läst 6 september 2023.
56. ↑  ”Devendra Banhart: Rejoiicing in the hands”. Expressen. 21 maj 2004. https://www.expressen.se/noje/recensioner/musik/devendra-banhart-rejoicing-in-the-hands/. Läst 6 september 2023.
57. ↑  ”Marit Bergman”. Nöjesguiden. 30 april 2004. https://ng.se/recensioner/musik/marit-bergman-0. Läst 6 september 2023.
58. ↑  ”Björk - Medúlla”. Svenska Dagbladet. 3 september 2023. https://www.svd.se/a/25cdf725-dea2-3322-9409-8d3d6c58932f/bjork-medulla. Läst 6 september 2023.
59. ↑  ”Captain Murphy - Captain Murphy”. Svenska Dagbladet. 23 april 2004. https://www.svd.se/a/ac877511-6206-31d7-965f-7a58da22bc30/captain-murphy-captain-murphy. Läst 6 september 2023.
60. ↑  ”Göteborgs skytteklubb kanske behöver måltavlor?”. Dagensskiva.com. 4 mars 2004. http://dagensskiva.com/2004/03/04/the-carnation-gothenburg-rifle-association/. Läst 6 september 2023.
61. ↑  ”Abattoir Blues”. Pitchfork. 5 oktober 2004. https://pitchfork.com/reviews/albums/11700-abattoir-bluesthe-lyre-of-orpheus/. Läst 6 september 2023.
62. ↑  ”Shirley Clamp: Den långsamma blomman”. Expressen. 21 maj 2004. https://www.expressen.se/noje/recensioner/musik/shirley-clamp-den-langsamma-blomman/. Läst 6 september 2023.
63. ↑  ”Leonard Cohen - Dear Heather”. Svenska Dagbladet. 1 november 2004. https://www.svd.se/a/60ce0dd5-d3d1-39a6-afde-fae32da3bace/leonard-cohen-dear-heather. Läst 6 september 2023.
64. ↑  ”The Coral - Nightfreak and the sons of Becker”. Svenska Dagbladet. 30 januari 2004. https://www.svd.se/a/5c5958eb-216b-3304-a13f-e478bc38dfaf/the-coral-nightfreak-and-the-sons-of-becker. Läst 6 september 2023.
65. ↑  ”The Cure”. Nöjesguiden. 9 augusti 2004. https://ng.se/recensioner/musik/cure. Läst 6 september 2023.
66. ↑  ”Cradle of Filth: Nymphetamine”. Expressen. 15 oktober 2004. https://www.expressen.se/noje/recensioner/musik/cradle-of-filth-nymphetamine/. Läst 6 september 2023.
67. ↑  ”Cypress Hill - Till Death Do Us Part”. Svenska Dagbladet. 2 april 2004. https://www.svd.se/a/e4b9f538-c4d5-348d-8af3-f6bc12207b2c/cypress-hill-till-death-do-us-part. Läst 6 september 2023.
68. ↑  ”Evil never dies”. Dagensskiva.com. 13 februari 2004. http://dagensskiva.com/2004/02/13/deicide-scars-of-the-crucifix/. Läst 6 september 2023.
69. ↑  ”Deportees”. Nöjesguiden. 1 november 2004. https://ng.se/recensioner/musik/deportees. Läst 6 september 2023.
70. ↑  ”Cool to be you”. Pitchfork. 13 maj 2004. https://pitchfork.com/reviews/albums/2547-cool-to-be-you/. Läst 6 september 2023.
71. ↑  ”Donnas: Gold Medal”. Expressen. 26 oktober 2004. https://www.expressen.se/noje/recensioner/musik/donnas-gold-medal/. Läst 6 september 2023.
72. ↑  ”Dungen - Ta det lugnt”. Svenska Dagbladet. 11 juni 2004. https://www.svd.se/a/a5906ac3-a237-3920-a6f2-a5c8c8fba71f/dungen-ta-det-lugnt. Läst 6 september 2023.
73. ↑  ”Duran Duran - Astronaut”. Svenska Dagbladet. 15 oktober 2004. https://www.svd.se/a/f1528d59-4b77-31aa-87c8-d6df635e4ff9/duran-duran-astronaut. Läst 6 september 2023.
74. ↑  ”Eamon - I don't want you back”. Svenska Dagbladet. 19 mars 2004. https://www.svd.se/a/67af01de-1f87-3d8a-a504-959ae1495ce4/eamon-i-dont-want-you-back. Läst 6 september 2023.
75. ↑  ”Lisa Ekdahl: Olyckssyster”. Expressen. 15 september 2004. https://www.expressen.se/noje/recensioner/musik/lisa-ekdahl-olyckssyster/. Läst 6 september 2023.
76. ↑  ”Även Eminem kan vingla till”. Svenska Dagbladet. 12 november 2004. https://www.svd.se/a/c2353165-8e63-3875-b338-305ec9b67c95/aven-eminem-kan-vingla-till. Läst 6 september 2023.
77. ↑  ”E-Type: Loud Pipes Save Lives”. Expressen. 25 mars 2004. https://www.expressen.se/noje/recensioner/musik/e-type-loud-pipes-save-lives/. Läst 6 september 2023.
78. ↑  ”Delirium Cordia”. Pitchfork. 22 februari 2004. https://pitchfork.com/reviews/albums/2989-delirivm-cordia/. Läst 6 september 2023.
79. ↑  ”Fatboy Slim: Palookaville”. Expressen. 6 oktober 2004. https://www.expressen.se/noje/recensioner/musik/fatboy-slim-palookaville/. Läst 6 september 2023.
80. ↑  ”Franz Ferdinand”. Ystads Allehanda. 3 mars 2004. https://www.ystadsallehanda.se/noje/franz-ferdinand/. Läst 6 september 2023.
81. ↑  ”John Fogerty”. Nöjesguiden. 24 september 2004. https://ng.se/recensioner/musik/john-fogerty. Läst 6 september 2023.
82. ↑  ”Agnetha Fältskog etta på albumlistan”. Norrköpings Tidning. 30 april 2004. https://nt.se/bli-prenumerant/artikel/jvv0427j/nt-bd-0kr-dp_week. Läst 6 september 2023.
83. ↑  ”Girls Aloud, What will the neighbours say?”. The Guardian. 26 november 2004. https://www.theguardian.com/music/2004/nov/26/popandrock.shopping3. Läst 6 september 2023.
84. ↑  ”José González - Veneer”. Svenska Dagbladet. 31 oktober 2004. https://www.svd.se/a/6dea6cbc-2849-3dee-940f-4129041c3c05/jose-gonzalez-veneer. Läst 6 september 2023.
85. ↑  ”Medelklassens tuffaste”. Dagensskiva.com. 28 oktober 2004. http://dagensskiva.com/2004/10/28/good-charlotte-the-chronicles-of-life-and-death/. Läst 6 september 2023.
86. ↑  ”Cee-Lo Green”. Nöjesguiden. 30 mars 2004. https://ng.se/recensioner/musik/cee-lo-green. Läst 6 september 2023.
87. ↑  ”Green Day: American Idiot”. Expressen. 23 september 2004. https://www.expressen.se/noje/recensioner/musik/green-day-american-idiot/. Läst 6 september 2023.
88. ↑  Gyllene Tiders diskografi Arkiverad 7 mars 2012 hämtat från the Wayback Machine.
89. ↑  ”Haunted: Revolver”. Expressen. 15 oktober 2004. https://www.expressen.se/noje/recensioner/musik/haunted-revolver/. Läst 7 september 2023.
90. ↑  ”Världens bästa rockband!”. Aftonbladet. 23 juli 2004. https://www.aftonbladet.se/nojesbladet/musik/a/L0l7V9/varldens-basta-rockband. Läst 7 september 2023.
91. ↑  ”Louise Hoffsten: Knäckebröd blues”. Expressen. 21 januari 2004. https://www.expressen.se/noje/recensioner/musik/louise-hoffsten-knackebrod-blues/. Läst 7 september 2023.
92. ↑  ”Iced Earth: The Glorious Burden”. Svenska Dagbladet. 16 januari 2004. https://www.svd.se/a/17b53ffb-2aac-35c0-8945-3060feebda41/iced-earth-the-glorious-burden. Läst 7 september 2023.
93. ↑  ”In Flames: Soundtrack to your Escape”. Expressen. 5 april 2004. https://www.expressen.se/noje/recensioner/musik/in-flames-soundtrack-to-your-escape/. Läst 7 september 2023.
94. ↑  ”Infinite Mass - 1991”. Svenska Dagbladet. 14 maj 2004. https://www.svd.se/a/b769a477-f7b7-301c-8b8d-5cb9ab280bbd/infinite-mass-1991. Läst 7 september 2023.
95. ↑  ”Interpol”. Nöjesguiden. 24 september 2004. https://ng.se/recensioner/musik/interpol. Läst 7 september 2023.
96. ↑  ”Janet Jackson - Damita Jo”. Svenska Dagbladet. 2 april 2004. https://www.svd.se/a/0665deb3-38c8-3baa-8620-0cb6c00f152f/janet-jackson-damita-jo. Läst 7 september 2023.
97. ↑  ”Norah Jones - Feels Like Home”. Svenska Dagbladet. 10 februari 2004. https://www.svd.se/a/1b74eacd-010b-3966-8280-b97fff38bb83/norah-jones-feels-like-home. Läst 7 september 2023.
98. ↑  ”Killers: Hot fuss”. Expressen. 6 oktober 2004. https://www.expressen.se/noje/recensioner/musik/killers-hot-fuss/. Läst 7 september 2023.
99. ↑  ”Le Tigre”. Nöjesguiden. 24 september 2004. https://ng.se/recensioner/musik/le-tigre-0. Läst 7 september 2023.
100. ↑  ”Jens Lekman: When I Said I Wanted to be your dog”. Expressen. 7 april 2004. https://www.expressen.se/noje/recensioner/musik/jens-lekman-when-i-said-i-wanted-to-be-your-dog/. Läst 7 september 2023.
101. ↑  ”Liars - They We're wrong, so we drowned”. Svenska Dagbladet. 20 februari 2004. https://www.svd.se/a/fde707a7-7eb8-38f4-9af3-8439ef270b84/liars-they-were-wrong-so-we-drowned. Läst 7 september 2023.
102. ↑  ”The Libertines”. Nöjesguiden. 30 augusti 2004. https://ng.se/recensioner/musik/libertines-0. Läst 7 september 2023.
103. ↑  ”Daniel Lindström: Daniel Lindström”. Expressen. 16 december 2004. https://www.expressen.se/noje/recensioner/musik/daniel-lindstrom-daniel-lindstrom/. Läst 7 september 2023.
104. ↑  ”Jay-Z & Linkin Park: Collision Course”. Expressen. 30 november 2004. https://www.expressen.se/noje/recensioner/musik/jay-z--linkin-park-collision-course/. Läst 7 september 2023.
105. ↑  ”Courtney Love - America's Sweetheart”. Svenska Dagbladet. 15 februari 2004. https://www.svd.se/a/bc84cfdc-cf2a-371a-88e8-28e7f5818a6c/courtney-love-americas-sweetheart. Läst 7 september 2023.
106. ↑  ”Mando Diao”. Nöjesguiden. 24 september 2004. https://ng.se/recensioner/musik/mando-diao-0. Läst 7 september 2023.
107. ↑  ”Manic Street Preachers - Lifeblood”. Svenska Dagbladet. 13 november 2004. https://www.svd.se/a/7833994f-c808-3eeb-bf53-34bebaa353b2/manic-street-preachers-lifeblood. Läst 7 september 2023.
108. ↑  ”Megadeath - The system has failed”. Svenska Dagbladet. 10 september 2004. https://www.svd.se/a/b7c430f0-fa21-3d9d-8d82-93e696485abb/megadeth-the-system-has-failed. Läst 7 september 2023.
109. ↑  ”Melody Club - Face the music”. Svenska Dagbladet. 27 oktober 2004. https://www.svd.se/a/9f49ba20-aa1c-38eb-95db-ad8b8edd2b69/melody-club-face-the-music. Läst 7 september 2023.
110. ↑  ”Leviathan”. Pitchfork. 16 december 2004. https://pitchfork.com/reviews/albums/5143-leviathan/. Läst 7 september 2023.
111. ↑  ”Ministry: Houses of the molé”. Expressen. 28 juni 2004. https://www.expressen.se/noje/recensioner/musik/ministry-houses-of-the-mole/. Läst 7 september 2023.
112. ↑  ”The Mo - Night at the zoo”. Svenska Dagbladet. 12 mars 2004. https://www.svd.se/a/d6a3cfb6-c48a-3161-afbf-045dbcb3d3d7/the-mo-night-at-the-zoo. Läst 7 september 2023.
113. ↑  ”Modest Mouse: Good news for people who love bad news”. Expressen. 26 augusti 2004. https://www.expressen.se/noje/recensioner/musik/modest-mouse-good-news-for-people-who-love-bad-news/. Läst 7 september 2023.
114. ↑  ”Morrissey - You Are The Quarry”. Nöjesguiden. 30 april 2004. https://ng.se/recensioner/musik/morrissey-you-are-quarry. Läst 7 september 2023.
115. ↑  ”Motörhead: Inferno”. Expressen. 28 juni 2004. https://www.expressen.se/noje/recensioner/musik/motorhead-inferno/. Läst 7 september 2023.
116. ↑  Dimery, Robert (7 september 2023). 1001 Album du måste höra innan du dör. sid. 922
117. ↑  ”NERD”. Nöjesguiden. 30 mars 2004. https://ng.se/recensioner/musik/nerd-1. Läst 7 september 2023.
118. ↑  ”Niccokick - Awake from the dead, my dear best friend”. Svenska Dagbladet. 7 november 2004. https://www.svd.se/a/99a32148-4a58-33a2-b939-81502a86e525/niccokick-awake-from-the-dead-my-dear-best-friend. Läst 7 september 2023.
119. ↑  ”Nightwish: Once”. Expressen. 3 juni 2004. https://www.expressen.se/noje/recensioner/musik/nightwish-once/. Läst 7 september 2023.
120. ↑  ”Noice: 2004”. Expressen. 26 augusti 2004. https://www.expressen.se/noje/recensioner/musik/noice-2004/. Läst 7 september 2023.
121. ↑  ”The World Is Saved”. Pitchfork. 16 december 2004. https://pitchfork.com/reviews/albums/5909-the-world-is-saved/. Läst 7 september 2023.
122. ↑  ”Of Montreal - Satanic Panic in the Attic”. Svenska Dagbladet. 21 maj 2004. https://www.svd.se/a/9785d098-98a5-3005-b309-b22a03c78975/of-montreal-satanic-panic-in-the-attic. Läst 7 september 2023.
123. ↑  Dimery, Robert (7 september 2023). 1001 Album du måste höra innan du dör. sid. 934
124. ↑  ”Mogendisco”. Dagensskiva.com. 19 augusti 2004. http://dagensskiva.com/2004/08/19/lena-philipsson-det-gor-ont-en-stund-pa-natten-men-inte-pa-dan/. Läst 7 september 2023.
125. ↑  ”Phoenix”. Nöjesguiden. 3 mars 2004. https://ng.se/recensioner/musik/phoenix. Läst 7 september 2023.
126. ↑  ”Love Everybody”. Pitchfork. 26 augusti 2004. https://pitchfork.com/reviews/albums/6459-love-everybody/. Läst 7 september 2023.
127. ↑  ”Prince: Musicology”. Svenska Dagbladet. 23 april 2004. https://www.svd.se/a/45798fa3-046c-3883-8dea-df48a4b0dbd0/prince-musicology. Läst 7 september 2023.
128. ↑  ”Rammstein: Reise, Reise”. Expressen. 30 september 2004. https://www.expressen.se/noje/recensioner/musik/rammstein-reise-reise/. Läst 7 september 2023.
129. ↑  ”Nina Ramsby & Martin Hederos - Visorna”. Svenska Dagbladet. 4 juni 2004. https://www.svd.se/a/09698238-f5ab-3a17-a327-3ea2f8ddd644/nina-ramsby-martin-hederos-visorna. Läst 7 september 2023.
130. ↑  ”Raymond & Maria”. Nöjesguiden. 30 augusti 2004. https://ng.se/recensioner/musik/raymond-maria. Läst 7 september 2023.
131. ↑  ”Scissor Sisters - Scissor Sisters”. Svenska Dagbladet. 5 mars 2004. https://www.svd.se/a/f64acd47-fa9b-3acd-b22f-58c099167414/scissor-sisters-scissor-sisters. Läst 7 september 2023.
132. ↑  ”Silverbullit: Arclight”. Expressen. 24 november 2004. https://www.expressen.se/noje/recensioner/musik/silverbullit-arclight/. Läst 7 september 2023.
133. ↑  ”Skinny Puppy: The greater wrong of the right”. Expressen. 31 maj 2004. https://www.expressen.se/noje/recensioner/musik/skinny-puppy-the-greater-wrong-of-the-right/. Läst 8 september 2023.
134. ↑  ”Slipknot: Vol 3. (The subliminal verses)”. Expressen. 31 maj 2004. https://www.expressen.se/noje/recensioner/musik/slipknot-vol-3-the-subliminal-verses/. Läst 8 september 2023.
135. ↑  ”Absolut förvirring”. Dagensskiva.com. 10 juni 2004. http://dagensskiva.com/2004/06/10/snook-vi-vet-inte-vart-vi-ska-men-vi-ska-komma-dit/. Läst 8 september 2023.
136. ↑  ”Social Distortion: Sex, love and rock 'n' roll”. Expressen. 30 september 2004. https://www.expressen.se/noje/recensioner/musik/social-distortion-sex-love-and-rocknroll/. Läst 8 september 2023.
137. ↑  ”The Solution: Communicate!” (på danska). gaffa.dk. https://gaffa.dk/anmeldelser/2004/juni/releases/the-solution-communicate/. Läst 2 september 2024.
138. ↑  ”The Soundtrack of our Lives - Origin vol. 1”. Svenska Dagbladet. 15 oktober 2004. https://www.svd.se/a/56d183db-d39d-3cdf-b7a3-a597f1d078ca/the-soundtrack-of-our-lives-origin-vol-1. Läst 8 september 2023.
139. ↑  ”The Streets”. Nöjesguiden. 30 april 2004. https://ng.se/recensioner/musik/streets-0. Läst 8 september 2023.
140. ↑  ”Teddybears STHLM: Fresh”. Expressen. 25 mars 2004. https://www.expressen.se/noje/recensioner/musik/teddybears-sthlm-fresh/. Läst 8 september 2023.
141. ↑  ”So Jealous”. Pitchfork. 24 januari 2004. https://pitchfork.com/reviews/albums/8285-so-jealous/. Läst 8 september 2023.
142. ↑  ”Anna Ternheim - Somebody Outside”. Svenska Dagbladet. 15 oktober 2004. https://www.svd.se/a/117b6bed-2f1e-3f64-87c1-01a9fb279d36/anna-ternheim-somebody-outside. Läst 8 september 2023.
143. ↑  ”Viktoria Tolstoy - Shining on you”. Svenska Dagbladet. 30 januari 2004. https://www.svd.se/a/12437149-e4d0-39b0-a375-ec3032f23379/viktoria-tolstoy-shining-on-you. Läst 8 september 2023.
144. ↑  ”Rebecka Törnqvist: Travel like in songs”. Expressen. 30 september 2004. https://www.expressen.se/noje/recensioner/musik/rebecka-tornqvist-travel-like-in-songs/. Läst 8 september 2023.
145. ↑  ”Desperate Youth, Blood Thirsty Babes”. Pitchfork. 7 mars 2004. https://pitchfork.com/reviews/albums/8197-desperate-youth-blood-thirsty-babes/. Läst 8 september 2023.
146. ↑  ”U2 har glömt allt bandet skapat”. Svenska Dagbladet. 24 november 2004. https://www.svd.se/a/4674f461-80ba-396a-8cb9-e789228ecc90/u2-har-glomt-allt-bandet-skapat. Läst 8 september 2023.
147. ↑  ”Magnus Uggla: Den tatuerade generationen”. Expressen. 7 oktober 2004. https://www.expressen.se/noje/recensioner/musik/magnus-uggla-den-tatuerade-generationen/. Läst 8 september 2023.
148. ↑  ”Usher”. Nöjesguiden. 30 mars 2004. https://ng.se/recensioner/musik/usher. Läst 8 september 2023.
149. ↑  ”Velvet Revolver - Contraband”. Svenska Dagbladet. 11 juni 2004. https://www.svd.se/a/b5219be9-6880-3cc3-aab5-88b2ceae8bf5/velvet-revolver-contraband. Läst 8 september 2023.
150. ↑  ”Viba Femba - Om du vill ha sällskap”. Svenska Dagbladet. 1 oktober 2004. https://www.svd.se/a/0c21649b-f980-3c37-83b1-54ceabe57258/viba-femba-om-du-vill-ha-sallskap. Läst 8 september 2023.
151. ↑  ”Rufus Wainwright - Want Two”. Svenska Dagbladet. 4 mars 2005. https://www.svd.se/a/952eb71f-0363-3221-98c5-bea333bfc79c/rufus-wainwright-want-two. Läst 8 september 2023.
152. ↑  ”Tom Waits”. Nöjesguiden. 24 september 2004. https://ng.se/recensioner/musik/tom-waits-0. Läst 8 september 2023.
153. ↑  ”Kanye West - The College Dropout”. Svenska Dagbladet. 20 februari 2004. https://www.svd.se/a/d6d2d5dc-97b7-353a-b366-046fb0170271/kanye-west-the-college-dropout. Läst 8 september 2023.
154. ↑  ”Brian Wilson”. Nöjesguiden. 22 juni 2004. https://ng.se/recensioner/musik/brian-wilson. Läst 8 september 2023.
155. ↑  ”Brian Wilson - Smile”. Svenska Dagbladet. 29 september 2004. https://www.svd.se/a/8c3fe675-99d9-39af-b691-c4c37e039625/brian-wilson-smile. Läst 8 september 2023.
156. ↑  ”Lars Winnerbäck: Vatten under broarna”. Expressen. 30 september 2004. https://www.expressen.se/noje/recensioner/musik/lars-winnerback-vatten-under-broarna/. Läst 8 september 2023.
157. ↑  ”Who killed... The Zutons?”. Pitchfork. 9 mars 2004. https://pitchfork.com/reviews/albums/8961-who-killedthe-zutons/. Läst 8 september 2023.
158. ↑  Gyllene Tiders diskografi Arkiverad 7 mars 2012 hämtat från the Wayback Machine.
159. 1 2  Roxettes diskografi Arkiverad 24 augusti 2011 hämtat från the Wayback Machine.
160. ↑  ”Karl-martin Almqvist - Full Circle”. Svenska Dagbladet. 27 maj 2004. https://www.svd.se/a/ae279305-7516-3ea3-8447-6dc43d1d0af1/karl-martin-almqvist-full-circle. Läst 6 september 2023.
161. ↑  ”Johanna Grüssner - No More Blues”. Svenska Dagbladet. 10 december 2004. https://www.svd.se/a/91973577-75bc-35df-b479-a963ea2447ec/johanna-grussner-no-more-blues. Läst 6 september 2023.
162. ↑  ”Rigmor Gustafsson - Close To You”. Svenska Dagbladet. 7 november 2004. https://www.svd.se/a/1019aca7-6462-39f7-b79f-40e1614a6694/rigmor-gustafsson-close-to-you. Läst 6 september 2023.
163. ↑  ”Ann-Kristin Hedmark - Kom tillbaka innan du går”. Svenska Dagbladet. 17 september 2004. https://www.svd.se/a/9f850695-e2d4-3792-b6cc-665298aad91e/ann-kristin-hedmark-kom-tillbaka-innan-du-gar. Läst 7 september 2023.
164. ↑  ”Diana Krall: The girl in the other room”. Expressen. 7 april 2004. https://www.expressen.se/noje/recensioner/musik/diana-krall-the-girl-in-the-other-room/. Läst 7 september 2023.
165. ↑  ”Lill Lindfors & Jacques Werup - Gör mig lite levande”. Svenska Dagbladet. 20 februari 2004. https://www.svd.se/a/08964b93-3e74-37fc-b9b6-e2af25fae044/lill-lindfors-jacques-werup-gor-mig-lite-levande. Läst 7 september 2023.
166. ↑  ”Anything Goes”. Pitchfork. 22 mars 2004. https://pitchfork.com/reviews/albums/5578-anything-goes/. Läst 7 september 2023.
167. ↑  ”Anders Widmark - Hymn”. Svenska Dagbladet. 28 september 2004. https://www.svd.se/a/90620b47-9350-3eaa-a745-e376d44a686e/anders-widmark-hymn. Läst 8 september 2023.
168. ↑  ”Julius Dixon, 90, Rock 'n' Roll Songwriter Penned Hit Lollipop”. The Los Angeles Times. 5 mars 2004. https://www.latimes.com/archives/la-xpm-2004-mar-05-me-passings5.1-story.html. Läst 5 september 2023.
169. ↑  ”Cornelius Bumpus, 58, Rock Saxophonist”. The New York Times. 5 februari 2004. https://www.nytimes.com/2004/02/05/arts/cornelius-bumpus-58-rock-saxophonist.html. Läst 6 september 2023.
170. ↑  ”Doris Troy”. The Guardian. 20 februari 2004. https://www.theguardian.com/news/2004/feb/20/guardianobituaries.artsobituaries1. Läst 6 september 2023.
171. ↑  ”Ola Backström. Djupt originell musiker och konstnär”. Dagens Nyheter. 26 februari 2004. https://www.dn.se/arkiv/familj/ola-backstrom-djupt-originell-musiker-och-konstnar/. Läst 6 september 2023.
172. ↑  ”Alvino Rey is dead at 95; Virtuoso of the Steel Guitar”. The New York Times. 27 februari 2004. https://www.nytimes.com/2004/02/27/arts/alvino-rey-is-dead-at-95-virtuoso-of-the-steel-guitar.html. Läst 6 september 2023.
173. ↑  ”Berndt Egerbladh död”. Aftonbladet. 2 mars 2004. https://www.aftonbladet.se/nyheter/a/jPlxBb/berndt-egerbladh-dod. Läst 6 september 2023.
174. ↑  ”John McGeoch”. The Guardian. 12 mars 2004. https://www.theguardian.com/news/2004/mar/12/guardianobituaries.artsobituaries. Läst 6 september 2023.
175. ↑  ”Ex-Crazy Town Guitarist Dead”. Rolling Stone. 10 mars 2004. https://www.rollingstone.com/music/music-news/ex-crazy-town-guitarist-dead-92139/. Läst 6 september 2023.
176. ↑  ”Trubaduren Olle Adolphson död”. Sveriges Radio. 11 mars 2004. https://sverigesradio.se/artikel/382292. Läst 6 september 2023.
177. ↑  ”Dödsfall i Sverige”. Helsingborgs Dagblad. 20 mars 2004. https://www.hd.se/2004-03-20/dodsfall-i-sverigeN6LRw. Läst 6 september 2023.
178. ↑  ”Surfsångaren Jan Berry död”. Expressen. 29 mars 2004. https://www.expressen.se/nyheter/surfsangaren-jan-berry-dod/. Läst 6 september 2023.
179. ↑  ”Paul Atkinson”. The Independent. 5 april 2004. https://www.independent.co.uk/news/obituaries/paul-atkinson-38256.html. Läst 7 september 2023.
180. ↑  ”Niki Sullivan, 66, Guitarist for Buddy Holly”. The New York Times. 9 april 2004. https://www.nytimes.com/2004/04/09/arts/niki-sullivan-66-guitarist-for-buddy-holly.html. Läst 7 september 2023.
181. ↑  ”Reggaelegenden Coxsone Dodd död”. Dagens Nyheter. 10 maj 2004. https://www.dn.se/kultur-noje/reggaelegenden-coxsone-dodd-dod/. Läst 7 september 2023.
182. ↑  ”Barney Kessel, 80, a Guitarist With Legends of Jazz, Is Dead”. The New York Times. 8 maj 2004. https://www.nytimes.com/2004/05/08/arts/barney-kessel-80-a-guitarist-with-legends-of-jazz-is-dead.html. Läst 7 september 2023.
183. ↑  ”Afrikansk popstjärna död i bilkrasch”. Expressen. 24 oktober 2006. https://www.expressen.se/noje/afrikansk-popstjarna-dod-i-bilkrasch/. Läst 7 september 2023.
184. ↑  ”Glöm inte John Whitehead”. Svenska Dagbladet. 21 maj 2004. https://www.svd.se/a/df4af866-053b-3839-bb88-c1f13fd9a5cc/glom-inte-john-whitehead. Läst 7 september 2023.
185. ↑  ”Jazztrummisen Elvin Jones död”. Svenska Dagbladet. 21 maj 2004. https://www.svd.se/a/5cb9a892-c694-34ac-bf23-1a413a6e1133/jazztrummisen-elvin-jones-dod. Läst 7 september 2023.
186. ↑  ”Robert Quine har tystnat”. Dagens Nyheter. 9 juni 2004. https://www.dn.se/kultur-noje/robert-quine-har-tystnat/. Läst 7 september 2023.
187. ↑  ”Nytt ljus på svenskt mörker”. Svenska Dagbladet. 22 september 2011. https://www.svd.se/a/c3af5595-6112-3a3b-835f-67f7b4b53ab3/nytt-ljus-pa-svenskt-morker. Läst 7 september 2023.
188. ↑  ”Ray Charles är död”. Aftonbladet. 10 juni 2004. https://www.aftonbladet.se/nyheter/a/J1QAlm/ray-charles-ar-dod. Läst 7 september 2023.
189. ↑  ”Eskil Hemberg död”. Sveriges Radio. 30 juni 2004. https://sverigesradio.se/artikel/437597. Läst 7 september 2023.
190. ↑  ”Soulsångerskan Syreeta är död”. Svenska Dagbladet. 9 juli 2004. https://www.svd.se/a/d3e01ec4-7c91-385f-848e-9d885cb87a2e/soulsangerskan-syreeta-ar-dod. Läst 8 september 2023.
191. ↑  ”Arthur Kane död”. Aftonbladet. 17 juli 2004. https://www.aftonbladet.se/nojesbladet/musik/a/9mz105/arthur-killer-kane-dod. Läst 8 september 2023.
192. ↑  ”Carlos Kleiber är död”. Dagens Nyheter. 20 juli 2004. https://www.dn.se/arkiv/kultur/carlos-kleiber-ar-dod-2/. Läst 8 september 2023.
193. ↑  ”Kompositören Jerry Goldsmith död”. Expressen. 22 juli 2004. https://www.expressen.se/nyheter/kompositoren-jerry-goldsmith-dod/. Läst 8 september 2023.
194. ↑  ”Musikern Illinios Jaquet är död”. Dagens Nyheter. 24 juli 2004. https://www.dn.se/arkiv/kultur/musikern-illinios-jaquet-ar-dod/. Läst 8 september 2023.
195. ↑  ”Sacha Distel död”. Helsingborgs Dagblad. 23 juli 2004. https://www.hd.se/2004-07-23/sacha-distel-dod. Läst 8 september 2023.
196. ↑  ”Uno Stjernqvist. Glittrande tenor”. Dagens Nyheter. 29 juli 2004. https://www.dn.se/arkiv/familj/uno-stjernqvist-glittrande-tenor/. Läst 8 september 2023.
197. ↑  ”Rick James blev 56 år gammal”. Kristianstadsbladet. 9 augusti 2004. https://www.kristianstadsbladet.se/familj/rick-james-blev-56-ar-gammal/. Läst 9 september 2023.
198. ↑  ”En av filmmusikens stora har avlidit”. Dagens Nyheter. 20 augusti 2004. https://www.dn.se/arkiv/kultur/en-av-filmmusikens-stora-har-avlidit/. Läst 9 september 2023.
199. ↑  ”Mannen bakom odödligt Elvis-citat död”. Kristianstadsbladet. 24 augusti 2004. https://www.kristianstadsbladet.se/familj/mannen-bakom-ododligt-elvis-citat-dod/. Läst 9 september 2023.
200. ↑  ”Lasse Larsson i Streaplers död”. Expressen. 28 augusti 2004. https://www.expressen.se/noje/lasse-larsson-i-streaplers-dod/. Läst 9 september 2023.
201. ↑  ”Dog i sömnen”. Aftonbladet. 29 augusti 2004. https://www.aftonbladet.se/nojesbladet/a/yv6BaK/dog-i-somnen. Läst 9 september 2023.
202. ↑  ”The Moves sångare död”. Svenska Dagbladet. 3 september 2004. https://www.svd.se/a/cb20a288-052c-375d-a5c3-bafc2447a163/the-moves-sangare-dod. Läst 9 september 2023.
203. ↑  ”Fred Ebb, 76, Lyricist Behind Cabaret and Other Hits, Dies”. The New York Times. 13 september 2004. https://www.nytimes.com/2004/09/13/arts/fred-ebb-76-lyricist-behind-cabaret-and-other-hits-dies.html. Läst 11 september 2023.
204. ↑  ”Johnny Ramone är död”. Dagens Nyheter. 17 september 2004. https://www.dn.se/arkiv/kultur/johnny-ramone-ar-dod/. Läst 11 september 2023.
205. ↑  ”Dödsfall”. Dagens Nyheter. 12 oktober 2004. https://www.dn.se/arkiv/familj/dodsfall-operasangaren-gunilla-soderstrom-rost-har-tystnat/. Läst 11 september 2023.
206. ↑  ”Izora Rhodes Armstead”. The Guardian. 6 oktober 2004. https://www.theguardian.com/news/2004/oct/06/guardianobituaries.artsobituaries. Läst 11 september 2023.
207. ↑  ”Dödsfall i utlandet”. Helsingborgs Dagblad. 19 oktober 2004. https://www.hd.se/2004-10-19/dodsfall-i-utlandetKIWrk. Läst 11 september 2023.
208. ↑  ”Roy Drusky, Grand Ole Opry Singer, Dies at 74”. The New York Times. 27 september 2004. https://www.nytimes.com/2004/09/27/arts/music/roy-drusky-grand-ole-opry-singer-dies-at-74.html. Läst 11 september 2023.
209. ↑  ”Heinz Wallberg”. The Guardian. 14 oktober 2004. https://www.theguardian.com/news/2004/oct/14/guardianobituaries.germany. Läst 11 september 2023.
210. ↑  ”Bruce Palmer, Buffalo Springfield Bassist, Dies at 58”. The New York Post. 16 oktober 2004. https://www.nytimes.com/2004/10/16/arts/bruce-palmer-buffalo-springfield-bassist-dies-at-58.html. Läst 13 september 2023.
211. ↑  ”Traste Lindéns gitarrist död”. Svenska Dagbladet. 26 oktober 2004. https://www.svd.se/a/a3b40150-e4cd-3bd1-bd2b-47d6bf28426d/traste-lindens-gitarrist-dod. Läst 13 september 2023.
212. ↑  ”BBC-legenden John Peel död”. SVT Nyheter. 26 oktober 2004. https://www.svt.se/kultur/bbc-legenden-john-peel-dod. Läst 13 september 2023.
213. ↑  ”Dallasstjärna död i tarmcancer”. Aftonbladet. 8 november 2004. https://www.aftonbladet.se/nyheter/a/p6QzBG/dallasstjarna-dod-i-tarmcancer. Läst 13 september 2023.
214. ↑  ”Kompositören Usko Meriläinen död”. YLE. 12 november 2004. https://svenska.yle.fi/a/7-97384. Läst 13 september 2023.
215. ↑  ”Rapparen Ol´ Dirty Bastard dog av överdos”. Svenska Dagbladet. 16 december 2004. https://www.svd.se/a/b3faf0fe-94cf-386e-b74d-abae753db9d0/rapparen-ol-dirty-bastard-dog-av-overdos. Läst 13 september 2023.
216. ↑  ”John Balance är död”. QX. 17 november 2004. https://www.qx.se/nyheter/3252/john-balance-ar-dod/. Läst 13 september 2023.
217. ↑  ”Cy Coleman har avlidit”. Svenska Dagbladet. 22 november 2004. https://www.svd.se/a/d7e75622-4683-36b3-9fc3-2b4b3690c920/cy-coleman-har-avlidit. Läst 13 september 2023.
218. ↑  ”Antistjärnan Kevin Coyne död”. Svenska Dagbladet. 7 december 2004. https://www.svd.se/a/7374b4a5-2f45-3da1-a6eb-527f0097aa83/antistjarnan-kevin-coyne-dod. Läst 15 september 2023.
219. ↑  ”Sköts till döds - mitt under konserten”. Aftonbladet. 9 december 2004. https://www.aftonbladet.se/nyheter/a/a2bg85/skots-till-dods-mitt-under-konserten. Läst 15 september 2023.
220. ↑  ”Renata Tebaldi är död”. Sveriges Radio. 19 december 2004. https://sverigesradio.se/artikel/524715. Läst 15 september 2023.
221. ↑  ”Metalstjärnan hittad död”. Aftonbladet. 19 februari 2005. https://www.aftonbladet.se/nojesbladet/a/Onon33/metalstjarnan-hittad-dod. Läst 15 september 2023.
222. ↑  ”Hank Garland avliden”. Kristianstadsbladet. 29 december 2004. https://www.kristianstadsbladet.se/familj/hank-garland-avliden/. Läst 15 september 2023.
223. ↑  ”Artie Shaw död”. Sydsvenskan. 30 december 2004. https://www.sydsvenskan.se/2004-12-30/artie-shaw-dod. Läst 15 september 2023.